# Guillaume Van Strydonck

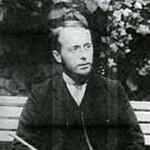
Portret van Guillaume Van Strydonck, 1889

Guillaume Van Strydonck (Namsos, 10 december 1861 - Sint-Gillis, 2 juli 1937) was een Belgisch kunstschilder. Hij schilderde aanvankelijk in een realistische stijl. Later evolueerde hij naar het impressionisme en werd een voorloper van het luminisme.  Hij schilderde portretten, landschappen, marines, Oriëntalistische taferelen, intieme interieurscenes, genre scenes en stillevens.
Zijn intieme werken kunnen ook in het symbolisme geplaatst worden.

## Leven en werk
Van Strydonck werd geboren in Noorwegen in Namsos (Noregen) op 10 December 1861, als de zoon van een bankbediende, Léopold Van Strydonck , oorspronkelijk uit Brugge, en Pélagie Loof, oorspronkelijk uit Gent. Zijn vader werkte in Noorwegen voor een Brugse bank op het moment van zijn geboorte. Guillaume had een broer, de juweliermaker Léopold Van Strydonck.  Het gezin keerde terug naar België toen de kinderen nog jong waren. Op dertien jarige leeftijd kreeg Guillaume zijn eerste tekenlessen van Edouard Agneessens, een realistisch kunstschilder in Brussel. Van 1876 tot 1884 studeerde hij aan de Koninklijke Academie voor Schone Kunsten van Brussel in het atelier van Jean-François Portaels, en raakte daar bevriend met James Ensor en de beeldhouwer Guillaume Charlier. In 1880 ging hij naar Parijs en studeerde daar onder Jean-Léon Gérôme aan de École nationale des beaux-arts.

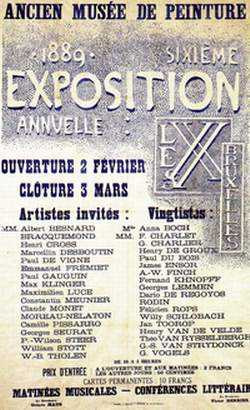
Affiche expositie Les Vingt, 1889, met vermelding van Van Strydonck

Van Strydonck gold in de jaren 1880 in het artistieke leven van Brussel als een markante verschijning. Van Strydonck exposeerde in 1883 voor de eerste keer werk in een tentoonstelling te Brussel georganiseerd door L’Essor, een vereniging van beeldende kunstenaars in Brussel waarvan hij ook lid was and die actief was van 1876 tot 1891.  Hetzelfde jaar debuteerde hij op het Salon Nationale de Paris. Hij exposeerde  een drieluik getiteld het Verhaal van Tobias, waarmee hij in 1884 de Godecharleprijs voor schilderkunst won.  In 1883 kreeg Van Strydonck een eervolle vermelding (3e prijs) in het concours van de Prix de Rome.
Hij was op 28 oktober 1883 een van de oprichters van de avant-gardistische kunstenaarsvereniging Les Vingt. De andere stichtende leden waren Frantz Charlet, Jean Delvin, Paul Dubois, James Ensor, Charles Goethals, Fernand Khnopff, Périclés Pantazis, Frans Simons, Gustave Vanaise, Théo Van Rysselberghe, Théodore Verstraete en Guillaume Vogels.  Willy Finch, Dario de Regoyos, Achille Chainaye, Jef Lambeaux, Willy Schlobach, Piet Verhaert en Rodolphe-Paul Wytsman sloten zich kort daarop bij de vereniging aan.   Ze stelden niet alleen hun eigen werk tentoon, maar ook schilderijen van niet-Belgische kunstenaars zoals Cézanne, Van Gogh en Seurat. Les XX deed veel voor het verspreiden van de ideeën van het neo-impressionisme en het postimpressionisme en werd het belangrijkste Belgische forum voor symbolisme en art nouveau.
Van Strydonck won erkenning als een portretschilder en maakt portretten van prominente Belgen zoals de beeldhouwer Charles Van der Stappen en de burgemeester van Leuven Leopold Vander Kelen. Hij leefde en werkte vrij lang in het dorp Machelen, vlakbij Brussel, waar rond 1883 een ware kunstenaarskolonie gevestigd was.
Van Strydonck huwde op 24 maart 1886 in Brussel met Stéphanie Stacquet, met wie hij twee kinderen kreeg. Hij woonde twee jaar in Parijs om zijn studies voort te zetten. In Parijs werd hij lid van the Société des XXXIII, waaraan verschillende leden van Les XX deelnamen. Hij exposeerde werk in de eerste tentoonstelling van de XXXIII in de Galerie George Petit in Parijs die opende op 30 december 1887. Hij bezocht daarna Engeland met de beeldhouwer Guillaume Charlier. Hij reisde met Charlier ook naar Engeland en Florida, waar hij schilderijen van een Quakergemeenschap maakte.  Hij bezocht Nederland en keerde daarna terug naar Engeland. Vervolgens verbleef hij weer twee jaar in Parijs. Hij reisde naar Italië en Zuid-Frankrijk en zette vervolgens in 1891 koers naar de Britse kolonie India en verbleef van 1891 tot 1896 met korte onderbrekingen in India en Sri Lanka. Hier maakte hij portretten van raja's, zedenscènes en landschappen.  Later volgde nog een reis naar Marokko. Aldus leidde hij zeventien jaar lang een ongeregeld leven, dat hij in zijn eigen woorden omschreef als zijnde  "met ups en downs, als kunstenaar in Brussel en Parijs, als heer in Londen, als kolonist in Amerika, als groot heer in India en als dappere boer in Machelen". Terug in België vestigde hij zich vervolgens in Weert en in Lanklaar, waar hij het Belgische landschap tot zijn hoofdthema maakte.
Van 1900 tot 1931 was hij docent aan de Koninklijke Academie voor Schone Kunsten van Brussel. Jean-Jacques Gailliard was een van zijn leerlingen.
Hij overleed in 1937, op 75-jarige leeftijd.

## Werken

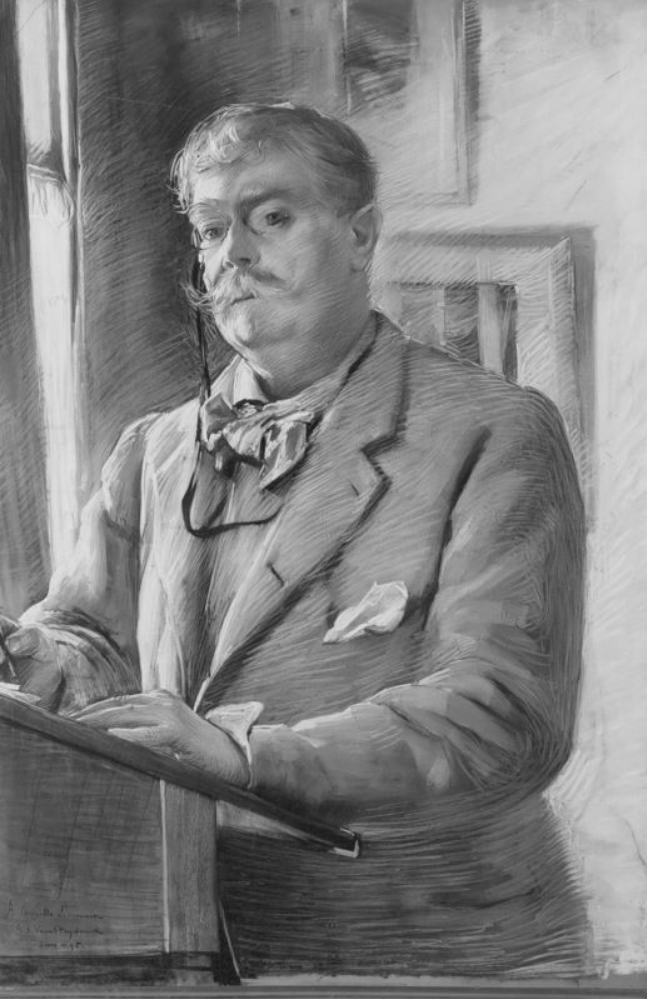
Portret van Camille Lemonnier aan zijn bureau, pastel

Aanvankelijk werkte hij in een realistische stijl en met royale penseelstreken portretten, landschappen, genrewerken, historische taferelen en stillevens. Later kreeg zijn werkwijze door zijn fellere kleurgebruik en de behandeling van het licht steeds nadrukkelijker impressionistische en luministische trekken. Hij was de favoriet van de Belgische kunstverzamelaar Henri Van Cutsem.

## Collecties
Werken van Van Strydonck bevinden zich o.a. in:
- Het Charliermuseum (het voormalig huis van Henri Van Cutsem) in Sint-Joost-ten-Node.
- De Koninklijk Musea voor Schone Kunsten van België in Brussel
  - Portret van Mevrouw Wynand-Janssens, 1887
  - Portret van De Heer Wynand-Janssens, 1885
  - Portret van Charles van der Stappen, beeldhouwer, 1884[10]
  - Portret van Frans I , 1884 (naar Titiaan)[11]
- Het Museum voor Schone kunsten in Doornik
  - Vriendenportretten, 1890
  - Vriendenportretten te Blankenberge, 1890
- Mu.Zee in Oostende
- Musée d'Orsay in Parijs
  - Veenboonwielen, 1921[12]
- M Leuven
  - Portret van Leopold Vander Kelen[13]

## Galerij

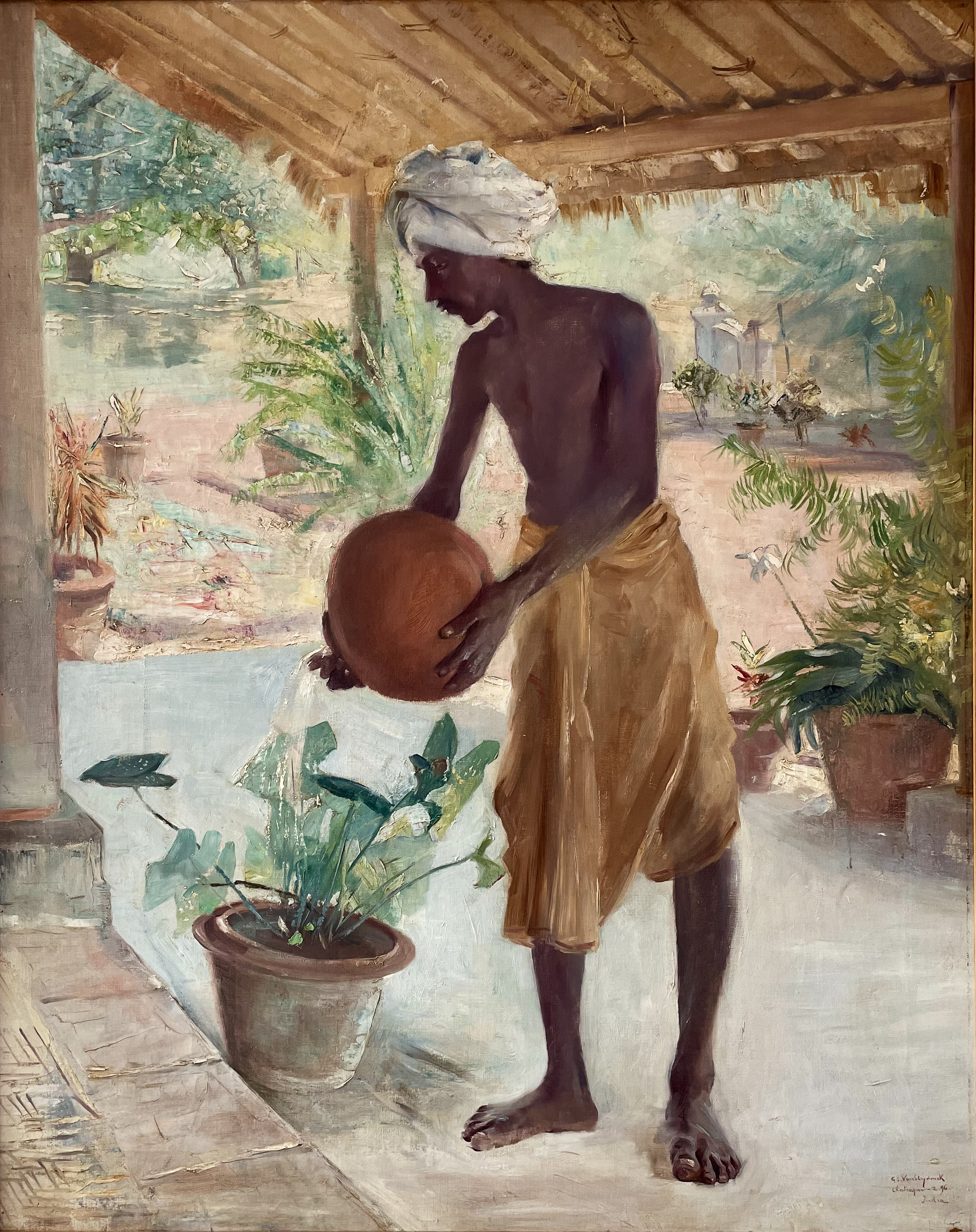
Planten watergeven in Chatarpur, India
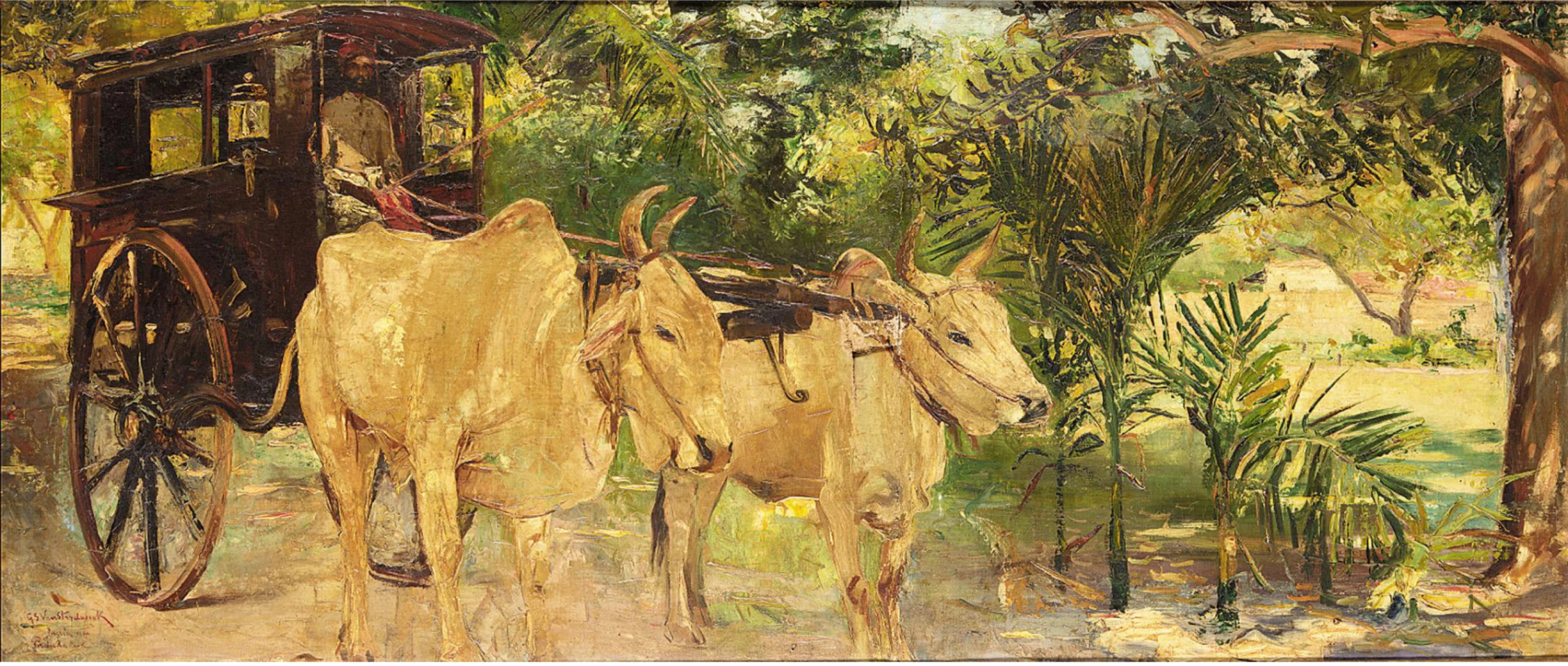
Indische kar
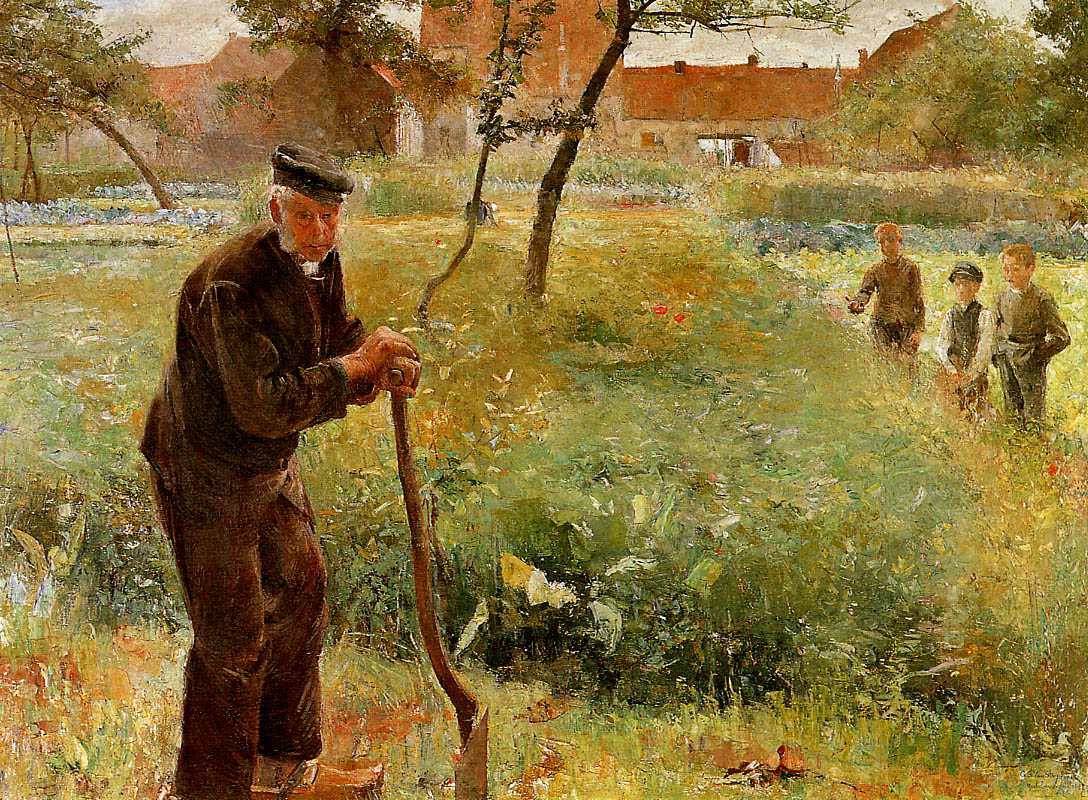
De oude man en drie jonge mannen
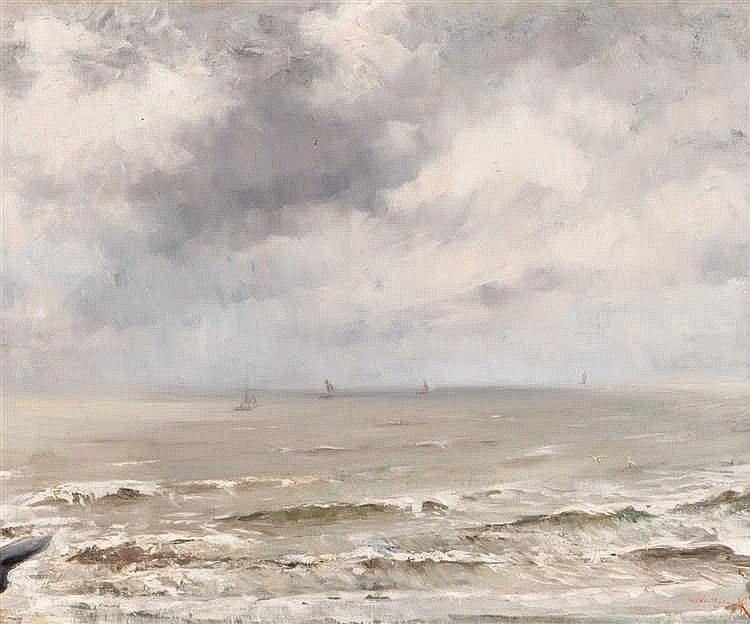
Zeilboten op zee
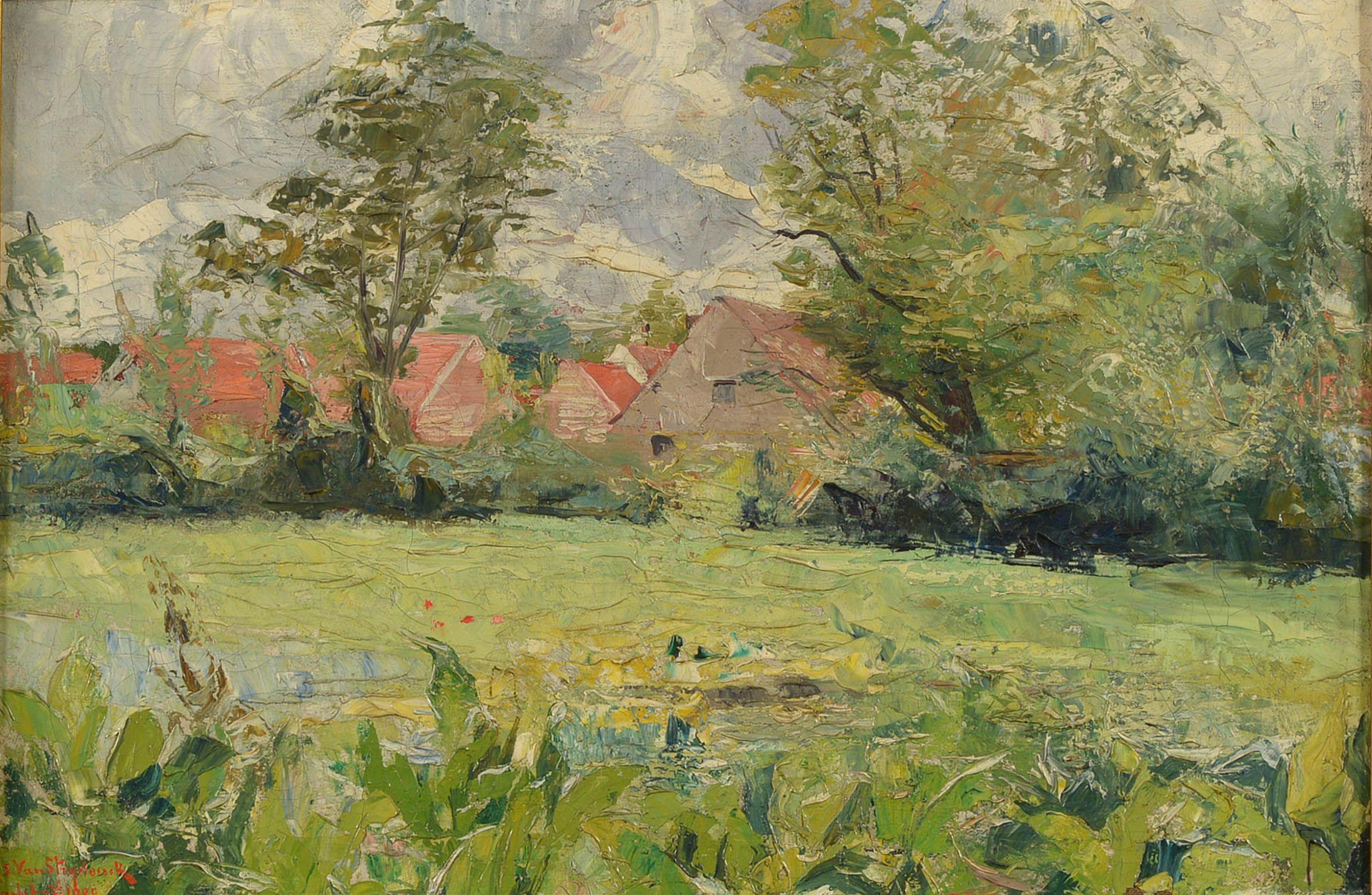
Gezicht op een zonnig dorp
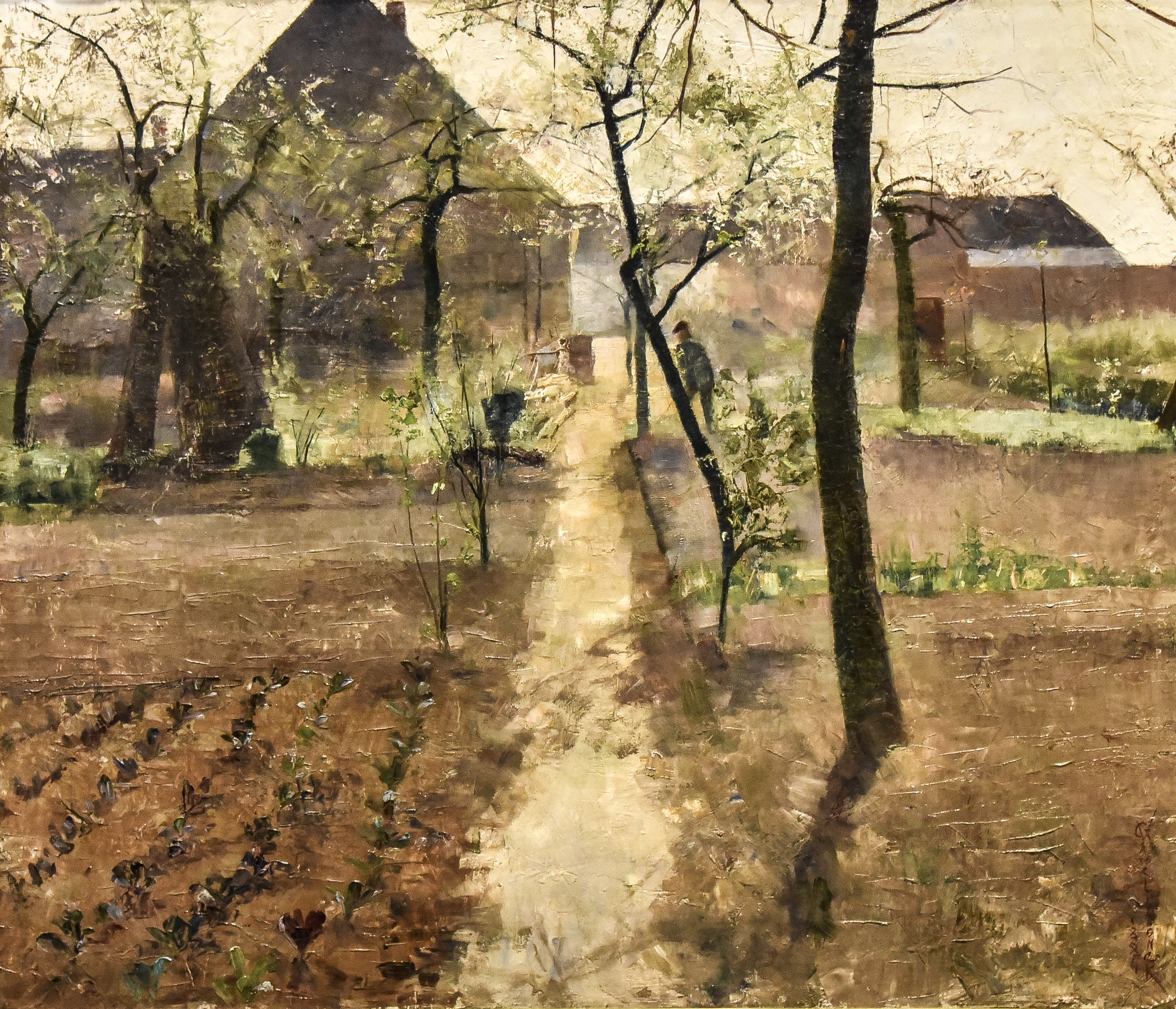
Moestuin in de lente (1884, olieverf op doek, 60 x 67 cm, Mu.ZEE Oostende)
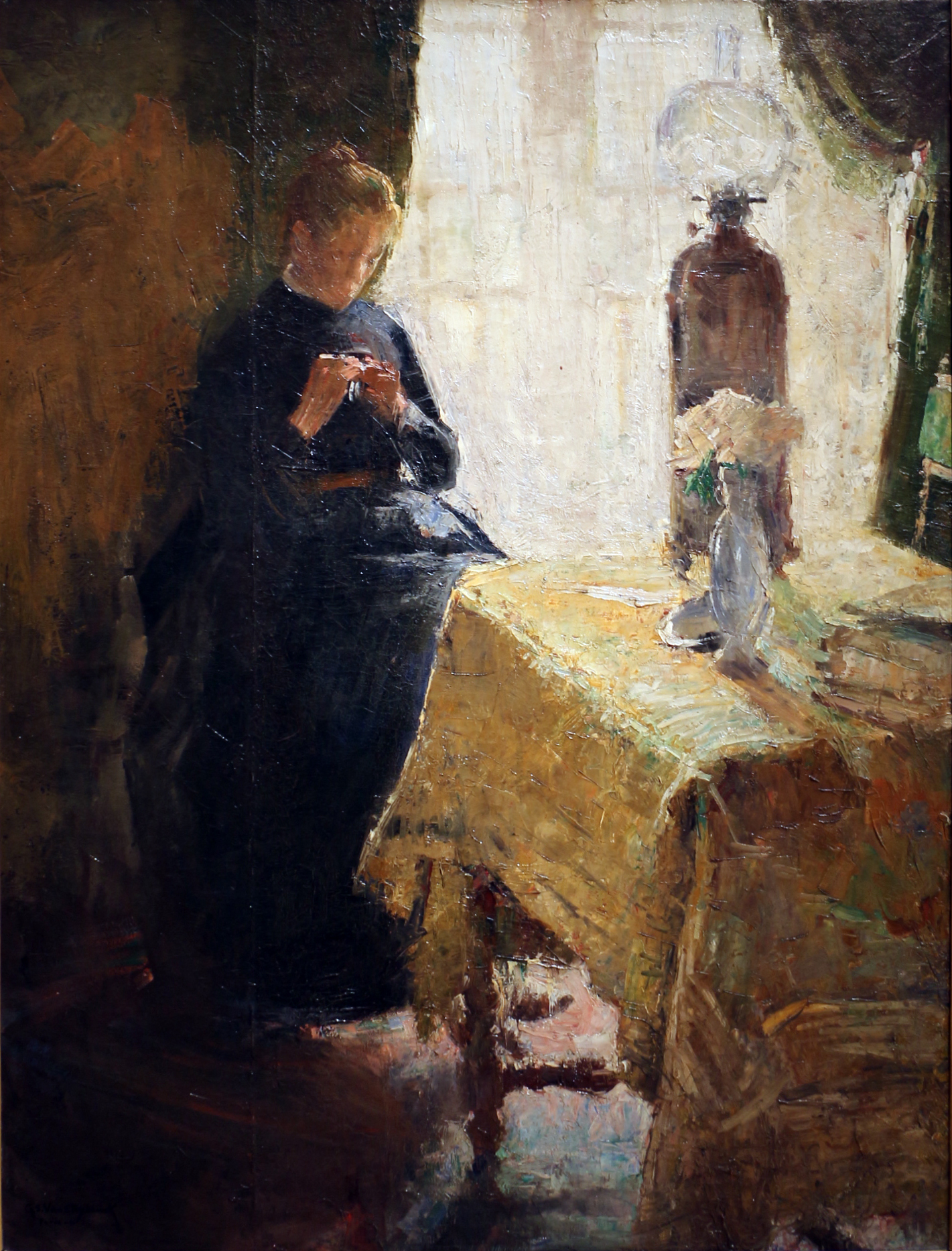
Vrouw in een interieur. Raam
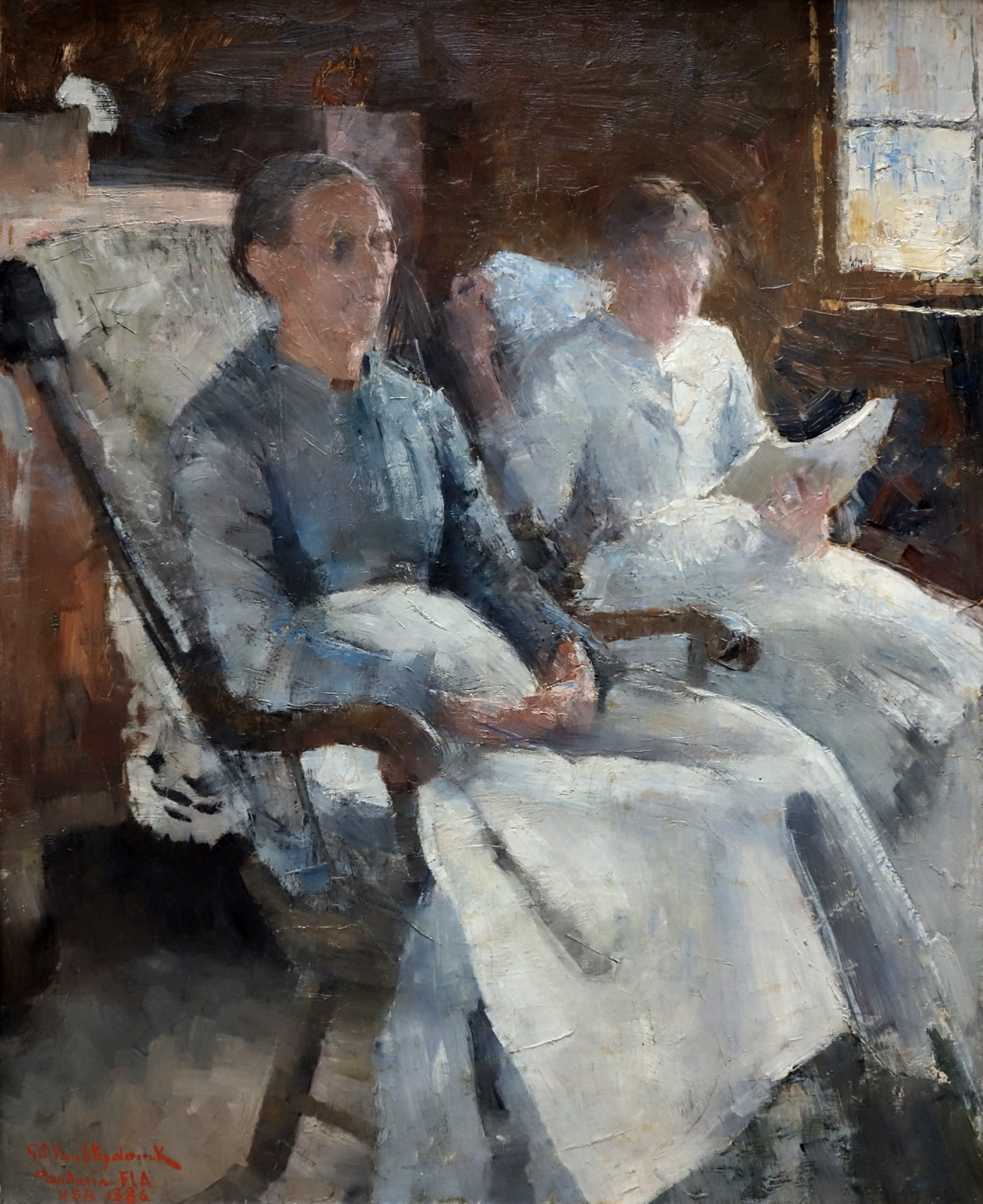
De Quakers, Nieuws uit Europa
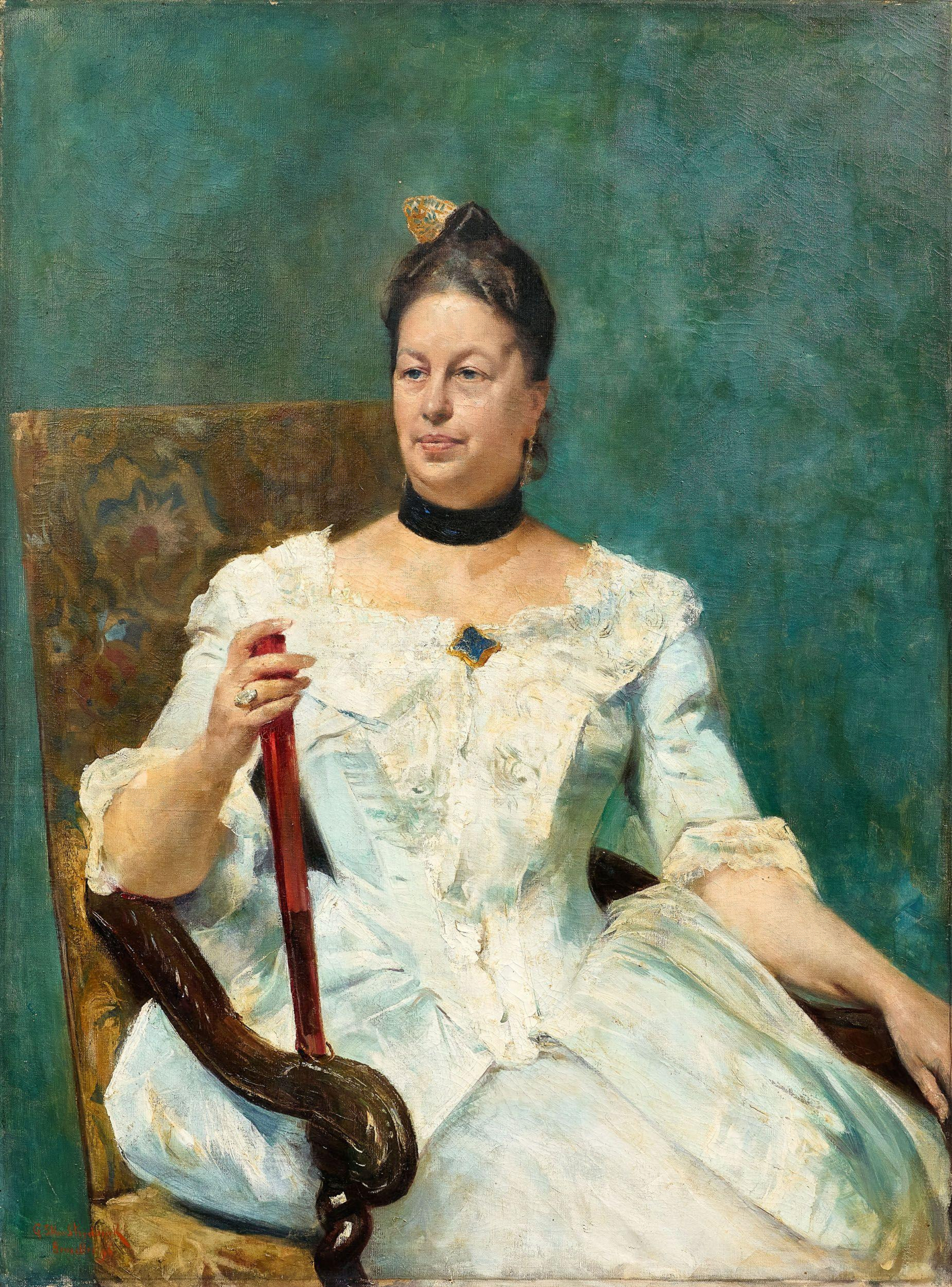
Portret van een elegante vrouw
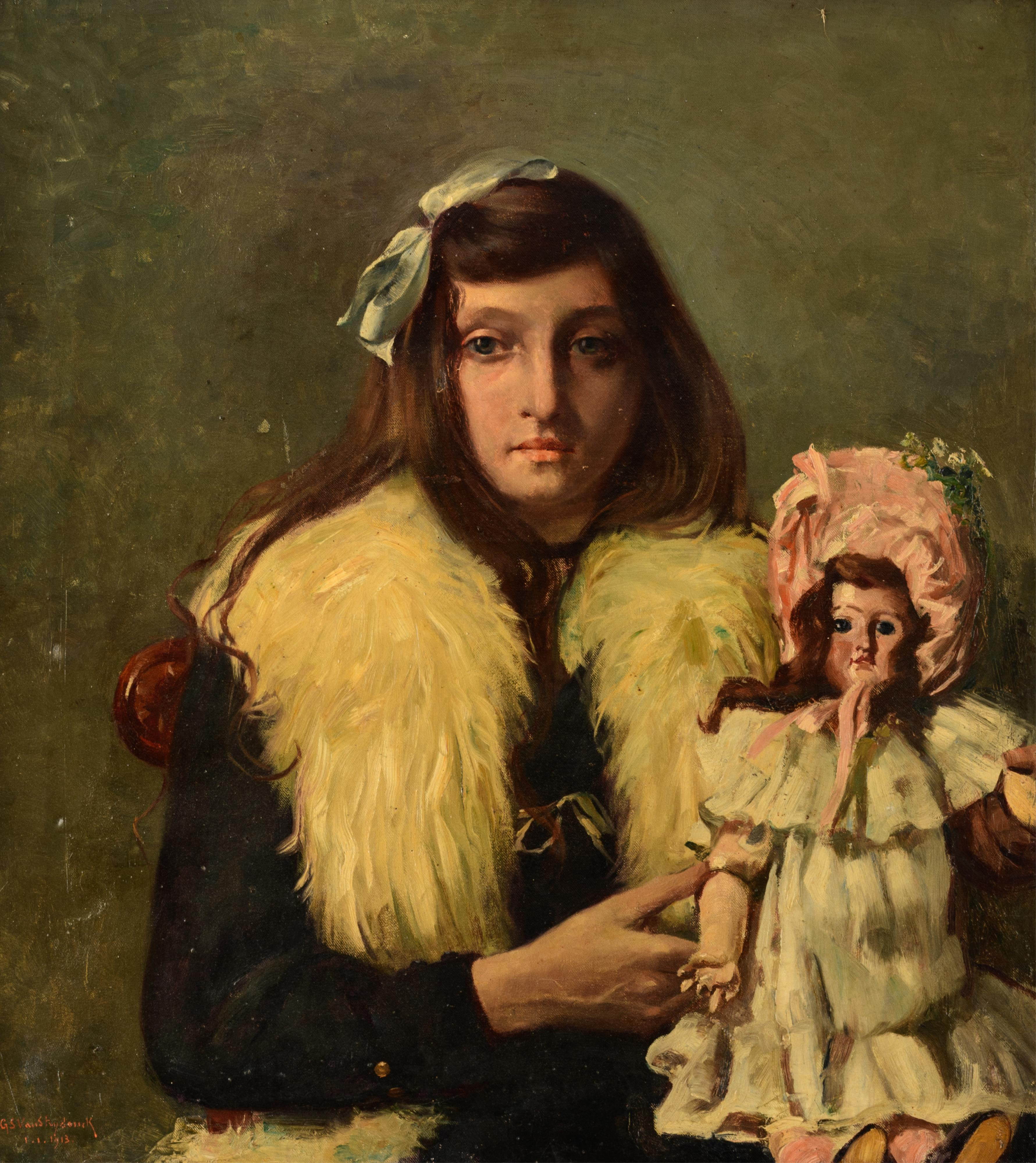
Portret van een meisje met een pop
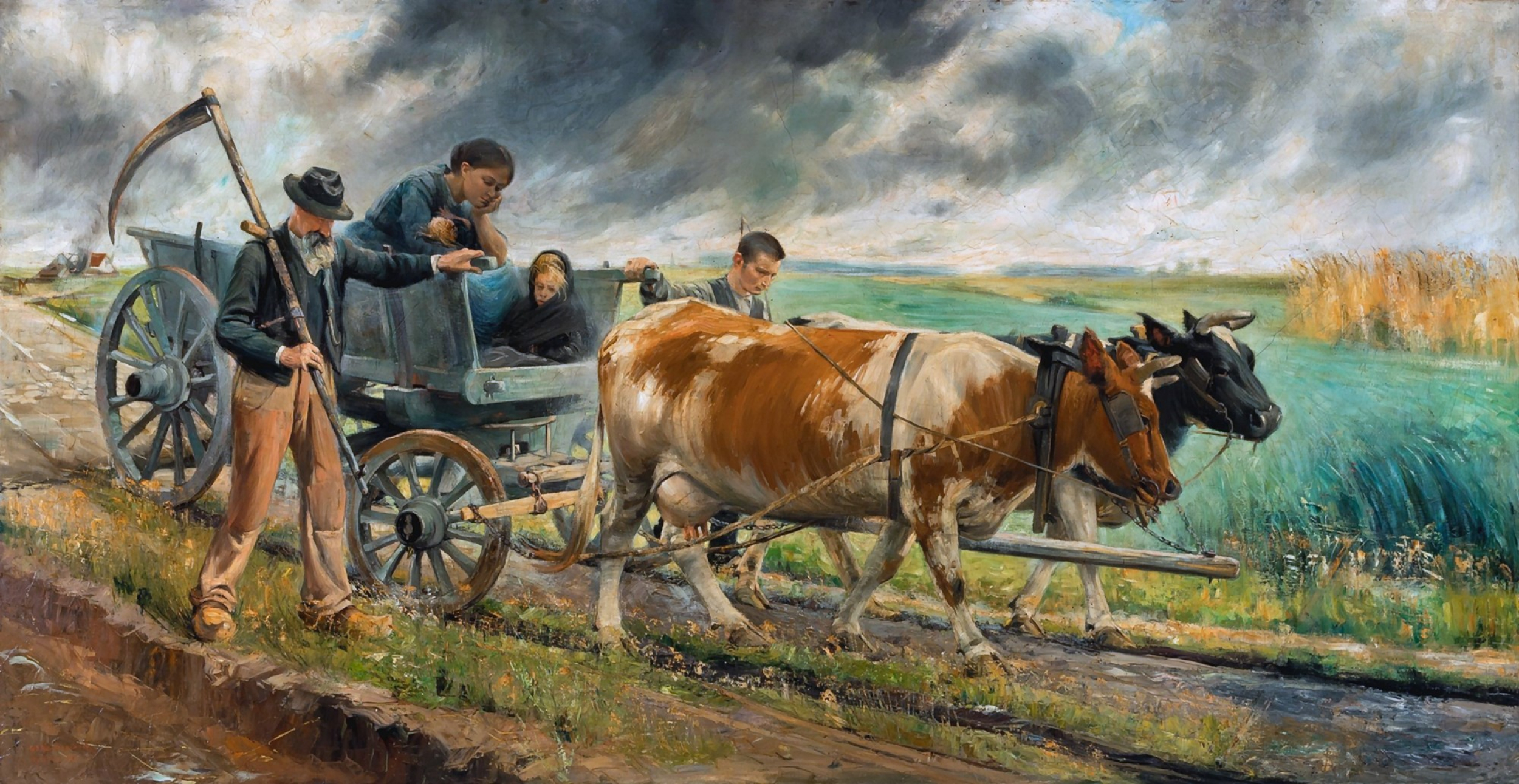
Het vertrek
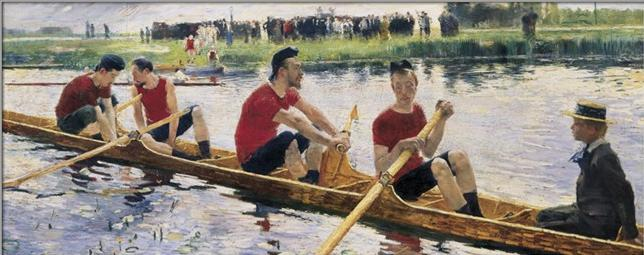
Roeiers